# 2. Basketball-Bundesliga
| 1. Liga |  | Basketball-Bundesliga |
| 2. Liga |  | ProA                  |
| 3. Liga |  | ProB                  |

Die 2. Basketball-Bundesliga ist nach der Basketball-Bundesliga (BBL) die zweithöchste Spielklasse in Deutschland. Die Finalisten der ProA erwerben das sportliche Aufstiegsrecht in die BBL. Von 1975/76 bis 2006/07 gab es die beiden regionalen Staffeln Nord und Süd, seit der Saison 2007/08 die hierarchischen Staffeln ProA und ProB.

## Geschichte der ehemaligen 2. BBL
Am 3. Mai 1974 beschloss der DBB-Bundestag in Köln bei nur drei Gegenstimmen die Einführung der eingleisigen Basketball-Bundesliga und der zweigeteilten 2. Bundesliga ab der Saison 1975/76. Die Liga ist seitdem die zweithöchste Spielklasse im deutschen Basketball (unter der seit 1966 existierenden BBL). Sie wurde in zwei Staffeln (Nord und Süd) mit jeweils 16 Mannschaften aufgeteilt. In der Saison 2007/08 wurde die 2. BBL in eine deutschlandweite Liga umstrukturiert und in jeweils zwei von sich unabhängigen Ligen (ProA und ProB) aufgeteilt. Sie wurde umstrukturiert, um die Vereine zu professionalisieren, das Spielniveau zu erhöhen und den Aufstieg in die Basketball-Bundesliga zu erleichtern.

## Meister der 2. BBL
Bis zur Saison 2006/07 gab es jeweils einen Nord- und einen Süd-Meister.
| Saison    | Nord                          | Süd                    |
| --------- | ----------------------------- | ---------------------- |
| 1975/76   | SSC Göttingen                 | Post Bayreuth          |
| 1976/77   | FC Schalke 04                 | TuS Aschaffenburg      |
| 1977/78   | USC Medico Münster            | TV Eppelheim           |
| 1978/79   | Hamburger Turnerbund von 1862 | Eintracht Frankfurt    |
| 1979/80   | BG Hagen                      | SpVgg 07 Ludwigsburg   |
| 1980/81   | DTV Charlottenburg            | USC Heidelberg         |
| 1981/82   | FC Schalke 04                 | TuS Aschaffenburg      |
| 1982/83   | BC Giants Osnabrück           | USC Heidelberg         |
| 1983/84   | FC Schalke 04                 | 1. FC Bamberg          |
| 1984/85   | TSV 1860 Hagen                | TV Langen              |
| 1985/86   | OSC Bremerhaven               | SpVgg 07 Ludwigsburg   |
| 1986/87   | Oldenburger TB                | FC Bayern München      |
| 1987/88   | TSV 1860 Hagen                | SSV/SB Ulm             |
| 1988/89   | MTV Wolfenbüttel              | TV Langen              |
| 1989/90   | TuS Bramsche                  | TV Germania Trier      |
| 1990/91   | SG Braunschweig               | TV Langen              |
| 1991/92   | SVD 49 Dortmund               | Tübinger SV            |
| 1992/93   | TK Hannover                   | Steiner Bayreuth       |
| 1993/94   | Paderborn Baskets 91          | SV Oberelchingen       |
| 1994/95   | Rhöndorfer TV                 | TG Landshut            |
| 1995/96   | SV Telekom Bonn               | TSV Speyer             |
| 1996/97   | BCJ Hamburg                   | USC Freiburg           |
| 1997/98   | BC Oldenburg/Westerstede      | DJK S.Oliver Würzburg  |
| 1998/99   | BCJ Hamburg                   | TV 1860 Lich           |
| 1999/2000 | Oldenburger TB                | Consors Falke Nürnberg |
| 2000/01   | SER Rhöndorf                  | WiredMinds Tübingen    |
| 2001/02   | BCJ Hamburg                   | BG NWS Ludwigsburg     |
| 2002/03   | TSV Quakenbrück               | BG Karlsruhe           |
| 2003/04   | Schwelmer Baskets             | SV 03 Tübingen         |
| 2004/05   | Eisbären Bremerhaven          | RCE Falke Nürnberg     |
| 2005/06   | Schröno Paderborn Baskets     | Ratiopharm Ulm         |
| 2006/07   | BG 74 Göttingen               | POM baskets Jena       |